# Ptinus curlithorax
Ptinus curlithorax is een keversoort uit de familie klopkevers (Ptinidae). De wetenschappelijke naam van de soort werd in 1922 gepubliceerd door Maurice Pic.